# Antoine Taudou
Antoine Taudou (Perpinyà, 24 d'agost del 1846 - Saint-Germain-en-Laye, 6 de juliol del 1925) va ser un músic, pedagog, violinista i compositor rossellonès.

## Biografia
Era fill de Simon Taudou, professor, i de Marguerite Rieu. Mostrant ja unes grans qualitats musicals a l'adolescència, el Consell General el becà perquè es pogués traslladar a París i es matriculés al prestigiós i exigent conservatori de la ciutat. Hi estudià solfeig amb Napoléon Alkan, harmonia amb Augustin Savard, violí amb Lambert Massart, dos anys de composició amb Napoléon Reber i hi guanyà la medalla de solfeig (1863) i els primers premis de violí (1866), harmonia (1867) i contrapunt (1868). El 1869 obtingué el prestigiós Prix de Rome amb la cantata Francesca da Rimini, però la guerra francoprussiana i la posterior capitulació de París el 1870 estroncaren l'estada de Taudou a la capital romana (el benefici del "Prix" era una beca per a la "Villa Médicis"), i s'estimà més renunciar a seguir-hi. A París es guanyà la vida fent de violionista a diversos conjunts, i especialment a l'orquestra del "théâtre de la Porte-Saint-Martin". Entre el 1872 i el 1889 tocà a l'orquestra de "Concerts du Conservatoire" d'on n'era considerat "un dels millors violinistes" i durant els anys 1873-1880 també participà en la "Société de quatuors de MM. Taudou, Desjardins, Lefort, Rabaud" que feia cicles d'actuacions a París.
A l'1 de febrer del 1883 fou nomenat professor d'harmonia al Conservatori de la capital francesa, i romangué ensenyant la matèria durant una trentena d'anys fins a jubilar-s'hi a l'esclat de la Gran Guerra. Tingué per alumnes futurs grans músics com Charles Koechlin, Jacques de la Presle, Aymé Kunc, Louis de Serres, Joseph Boulnois, Ermend-Bonnal, Paul Ladmirault, Henri Rabaud, Charles Tournemire, Émile Vuillermoz, Désiré-Emile Inghelbrecht, Gabriel Dupont o Francisco Braga i, en una esfera més local, el vallespirenc Jacques de Noëll. Erik Satie, amb disset anys, en fou alumne oient entre 1883 i 1884, i sembla que el motivà prou perquè poc després fes la seva primera composició, un Allegro per a piano.
Com a compositor, va fer cançons -algunes amb lletra de Pere Talrich, un rossellonès establert a París com ell mateix-, l'òpera Révérend i diverses peces simfòniques i de música de cambra. També va ser autor de la il·lustració musical de l'obra de teatre Le Luthier de Crémone, de François Coppée, estrenada el 23 de maig del 1876 a la "Comédie-Française", amb un "Preludi" per a violí sol. El 1904 hom li encarregà la peça obligada de lluïment del concurs de fagot del Conservatori, que inexpressivament titulà Morceau de concours. Al conservatori de París tingué molts alumnes, i entre ells a Jacques de La Presle (1888-1969).

Al 1869 es donà d'alta a la "Société agricole, scientifique et littéraire des Pyrénées-Orientales" i encara n'era soci als anys 1878 i 1895. Va ser distingit amb el nomenament d'Oficial de l'acadèmia el 1885 i el de cavaller de la Legió d'Honor al 5 de juny del 1903. Charles Koechlin, rememorant quan Taudou l'acceptà com a alumne convidat, el qualificà molt favorablement: 
| «                  | Taudou was an excellent musician, of very good taste | » |
| — Charles Koechlin |                                                      |   |

## Obres
(selecció)
- Albada Catalana! (1881), lletra de Pere Talrich «Enllaç».
- Au Valespir: chant pyrénéen (1880), per a cant i piano amb lletra de Pere Talrich (Paris: C. Egrot, 1879) «Enllaç».[Enllaç no actiu]«Enllaç».
- Bouquet d'automne, cançó amb lletra d'Edmond Sivieude (Béziers: J. Robert, 1902) «Enllaç».
- Cantate pour l'inauguration de la statue de Francois Arago, à Perpignan (1879), amb lletra d'Aimé Camp[5][17]
- Cavatine et intermezzo (1881), per a instruments de corda «Enllaç».
- Chant d'automne (1873), per a orquestra «Enllaç».
- Chant des Montagnes, per a orquestra
- Concerto (1878), per a violí i orquestra[18]
- Discrétion[19]
- Françoise de Rimini (1869), cantata amb la qual va guanyar el Prix de Rome
- Marche-Ballet, per a orquestra
- Marche Nocturne (1873), per a orquestra «Enllaç».
- Prelude du Luthier de Crémone (1876), per a violí sol o acompanyat de piano[20]
- Le Printemps (1873), cançó amb lletra d'Edouard Fournier «Enllaç».
- Puisqu'ici bas toute âme, melodia sobre una poesia de Victor Hugo (Paris: Durand, Schoenewerk et Cie., 1871)[21] Partitura
- Quatuor pour instruments à archet, per a quartet de corda
- Seule (1873), per a piano i veu, amb lletra de Théophile Gautier[22]
- Le révérend (1883), òpera còmica en un acte amb llibret de Georges Ohnet[23]«Enllaç».
- Reviens, melodia sobre una poesia d'Edmond Roche (Paris: Durand, Schoenewerk et Cie., 1871)[24] Partitura
- La Rose captive! (Paris: Durand et Schoenewerk, 1873) «Enllaç».
- Trio pour flûte, alto et violoncelle, editat (Paris: Richault, 1876)[25]
- Trio pour piano et archets, per a piano, violí i violoncel[18]